# Bola de Ouro

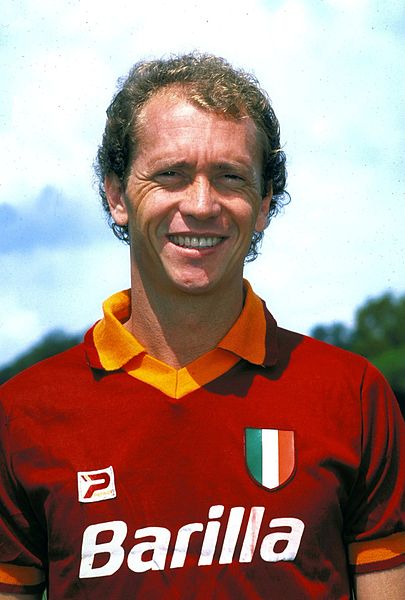
allenatore y calciatore brasileño

El Balón de Oro (Bola de Ouro en portugués) es un premio creado por la revista Placar, con el objetivo de homenajear el mejor jugador del Campeonato Brasileño de Fútbol.
Fue instituido en 1973, en la cuarta edición del Balón de Plata (creado en 1970). La primera entrega tuvo dos vencedores; curiosamente, ambos extranjeros: el argentino Agustín Cejas y el uruguayo Atilio Ancheta, es la única vez en que la premio sería concedido a dos jugadores. Si el Balón de Oro hubiera sido creado en 1970, el primer vencedor también habría sido un extranjero, el paraguayo Francisco Santiago Reyes. En 1971 y 1972, los premiados serían Dirceu Lopes y el chileno Elías Figueroa. Figueroa conseguiría después recibir el Balón de Oro, al ser evaluado como el mejor jugador del campeonato de 1976. Dirceu Lopes recibió el Balón de Oro 1971 en la ceremonia de entrega de 2013.

## Normativa
Todos los juegos son asistidos por periodistas de Placar, que atribuyen notas de 0 a 10 a los jugadores. Al final del campeonato, la mejor media de todas recibe el Balón de Oro (solamente los jugadores que no dejan el torneo y que tienen un número mínimo de partidos disputados son considerados).

## Ganadores
| Año    | Jugador            | Club                |
| ------ | ------------------ | ------------------- |
| 2024   | Estêvão            | Palmeiras           |
| 2023   | Luis Suárez        | Grêmio              |
| 2022   | Gustavo Scarpa     | Palmeiras           |
| 2021   | Hulk               | Atlético Mineiro    |
| 2020   | Claudinho*         | Bragantino          |
| 2019   | Gabriel Barbosa*   | Flamengo            |
| 2018   | Dudu               | Palmeiras           |
| 2017   | Jô*                | Corinthians         |
| 2016   | Gabriel Jesus      | Palmeiras           |
| 2015   | Renato Augusto     | Corinthians         |
| 2014   | Ricardo Goulart    | Cruzeiro            |
| 2013   | Éverton Ribeiro    | Cruzeiro            |
| 2012   | Ronaldinho Gaúcho  | Atlético Mineiro    |
| 2011   | Neymar             | Santos              |
| 2010   | Darío Conca        | Fluminense          |
| 2009   | Adriano*           | Flamengo            |
| 2008   | Rogério Ceni       | São Paulo           |
| 2007   | Thiago Nieves      | Fluminense          |
| 2006   | Lucas Leiva        | Grêmio              |
| 2005   | Carlos Tévez       | Corinthians         |
| 2004   | Robinho            | Santos              |
| 2003   | Alex               | Cruzeiro            |
| 2002   | Kaká               | São Paulo           |
| 2001   | Alex Mineiro       | Atlético Paranaense |
| 2000   | Romário*           | Vasco da Gamma      |
| 1999   | Marcelinho Carioca | Corinthians         |
| 1998   | Edílson            | Corinthians         |
| 1997   | Edmundo*           | Vasco da Gamma      |
| 1996   | Djalminha          | Palmeiras           |
| 1995   | Giovanni           | Santos              |
| 1994   | Amoroso            | Guarani             |
| 1993   | César Sampaio      | Palmeiras           |
| 1992   | Júnior             | Flamengo            |
| 1991   | Mauro Silva        | Bragantino          |
| 1990   | César Sampaio      | Santos              |
| 1989   | Ricardo Rocha      | São Paulo           |
| 1988   | Taffarel           | Internacional       |
| 1987   | Renato Gaúcho      | Flamengo            |
| 1986   | Careca*            | São Paulo           |
| 1985   | Marinho            | Bangu               |
| 1984   | Roberto Costa      | Vasco de la Gamma   |
| 1983   | Roberto Costa      | Atlético Paranaense |
| 1982   | Zico*              | Flamengo            |
| 1981   | Paulo Isidoro      | Gremio              |
| 1980   | Toninho Cerezo     | Atlético Minero     |
| 1979   | Falcão             | Internacional       |
| 1978   | Falcão             | Internacional       |
| 1977   | Toninho Cerezo     | Atlético Minero     |
| 1976   | Elías Figueroa     | Internacional       |
| 1975   | Waldir Peres       | São Paulo           |
| 1974   | Zico               | Flamengo            |
| 1973   | Atilio Ancheta     | Gremio              |
| 1973   | Agustín Cejas      | Santos              |
| 1972 ˣ | Elías Figueroa     | Internacional       |
| 1971 ˣ | Dirceu Lopes       | Cruzeiro            |

(*) También recibieron el premio de Artillero.
(ˣ) En 1971 y 1972 no existía el premio como tal, pero sí se consideraba al jugador con mejor puntaje de la temporada.

## Jugadores con más premios
- Zico (2)
- Falcão (2)
- Toninho Cerezo (2)
- Roberto Costa (2)
- César Sampaio (2)
- Elías Figueroa (2)

## Ganadores por país
- Brasil: 47
- Argentina: 3
- Uruguay: 2
- Chile: 2

## Ganadores por clubes
- Flamengo: 6
- Santos: 5
- São Paulo: 5
- Corinthians: 5
- Cruzeiro: 4
- Internacional: 4
- Palmeiras: 5
- Atlético Mineiro: 4
- Gremio: 4
- Vasco da Gamma: 3
- Atlético Paranaense: 2
- Fluminense: 2
- Bragantino: 2
- Bangu: 1
- Guarani: 1